# Erik Rooth (konstnär)
Sven Axel Erik Rooth, född 14 juli 1894 i Ljungby, död 10 februari 1966 i Kolsva, var en svensk landsfiskal och målare.
Han var son till häradsskrivaren Axel Rudolf Rooth och Evy Ekelund och från 1923 gift med Anna-Greta Olsson. Rooth studerade vid Althins målarskola i Stockholm samt under studieresor till bland annat Frankrike, Nederländerna, Tyskland och Skandinavien. Tillsammans med Sören Dahl ställde han ut i Kolsva 1956 och tillsammans med Ova Malmquist i Falkenberg 1961. Han medverkade i samlingsutställningar med Västerås konstförening och i Köpings konstkammare. Hans konst består av djurbilder och landskap med motiv hämtade från Bergslagen, Härjedalen och Lofoten. 